# Lista das cidades mais antigas continuadamente habitadas
Esta é uma lista das cidades mais antigas continuadamente habitadas no mundo.
As cidades listadas têm sido "continuamente habitadas" durante um certo período. O crédito pode ser contestado, ou mesmo obsoleto. As diferenças de opinião podem resultar de diferentes definições de "cidade" bem como de "continuamente habitada".
Várias cidades listadas aqui (Damasco, Biblos, Jericó) alegam popularmente ser "a cidade mais antiga do mundo".

## Velho Mundo
Essa lista inclui assentamentos fundados antes da Antiguidade Clássica, ou seja, antes da fundação de Roma em 753 a.C. Habitações contínuas desde o Calcolítico são possíveis (mas difícil) de provar arqueologicamente para várias cidades Levantinas (Jericó, Biblos, Damasco, Sídon e Beirute).
| Nome                                               | Região histórica        | Local                                             | Continuamente habitada desde                   | Notas |
| -------------------------------------------------- | ----------------------- | ------------------------------------------------- | ---------------------------------------------- | --- |
| Jericó                                             | Levante                 | Cisjordânia                                       | Calcolítico (3 000 a.C. ou antes)              | Traços de habitação a partir de 9 000 a.C. Fortificações datam de 6 800 a.C. (ou antes), tornando Jericó a primeira cidade murada conhecida. Tudo indica que a cidade foi abandonada por diversas vezes, e mais tarde ampliada e reconstruída diversas vezes. |
| Biblos                                             | Levante                 | Líbano                                            | Calcolítico (cerca de 5 000 a.C.)              | Assentamentos desde o Neolítico (testes de carbono datam o primeiro assentamento em 7 000 a.C.), e uma "cidade" desde o III milênio a.C., Biblos tinha a reputação da "cidade mais antiga do mundo" na Antiguidade (de acordo com o Fílon de Biblos). |
| Damasco                                            | Levante                 | Síria                                             | Calcolítico (cerca de 4 300 a.C.) – 3 000 a.C. | Escavações em Tel Ramad nos arredores de Damasco têm demonstrado que a cidade já era habitada entre 8 000 e 10 000 a.C. No entanto, Damasco não está documentada como uma cidade importante até a vinda de Arameus por volta de 1 400 a.C. |
| Susa                                               | Elam                    | Khuzistão, Irã                                    | Calcolítico 8 000 - 2 000 a.C.                 | Prova de ocupação de cerca de 5 500 a.C. |
| Sídon                                              | Levante                 | Líbano                                            | ?                                              | Há evidências de que Sídon foi habitada já em 4 000 a.C. e, talvez, antes no período Neolítico (6 000 - 4 000 a.C. Habitações contínuas, pelo menos, desde a época dos fenícios (1 000 a.C.). |
| Almedina al-Faium (como Crocodilópolis ou Arsínoe) | Baixo Egito             | Província de Faium, Egito                         | c. 4 000 a.C.                                  | |
| Gaziantep                                          | Anatólia                | Anatólia do Sudeste, Turquia                      | c. 3 650 a.C.                                  | Esse é contestado, embora a maioria dos estudiosos modernos ponham a Antioquia no Tauro clássica em Gaziantep, alguns sustentam que ela foi, de facto, localizado em Alepo. Além disso, as duas cidades ocuparem o mesmo local está longe de ser verdade estabelecida (ver Gaziantep). Supondo que seja esse o caso, a data de fundação da atual cidade seria por volta de 1 000 a.C. (ver Gaziantep[ligação inativa]) |
| Beirute                                            | Levante                 | Líbano                                            | c. 3 000 a.C.                                  | Habitações contínuas desde, pelo menos, a época dos fenícios (1000 aC). |
| Jerusalém                                          | Levante                 | Israel e Palestina (ver Posições sobre Jerusalém) | 2 800 a.C.                                     | Em 7 a.C., a área construída de Jerusalém cobria 150 hectares, cerca de metade do tamanho da atual cidade antiga. Ela tinha uma população de cerca de 15 000 pessoas e nunca tinha sido tão grande. Uma apreciação otimista da evidência negativa é que no ano 10 a.C., Jerusalém foi limitada em extensão, talvez não mais do que uma típica vila montanhosa do país.                                                 |
| Tiro                                               | Levante                 | Líbano                                            | 2 750 a.C.                                     | |
| Arbil                                              | Mesopotâmia             | Curdistão iraquiano, Iraque                       | 2 300 a.C. ou antes                            | |
| Kirkuk (como Arrapa)                               | Mesopotâmia             | Província de Kirkuk, Iraque                       | 3 000−2 200 a.C.                               | |
| Alepo                                              | Levante                 | Síria                                             | c. 2 000 a.C.                                  | Prova de ocupação desde cerca de 5 000 a.C. |
| Mântua                                             | Planície Padana         | Lombardia, Itália                                 | c. 2 000 a.C.                                  | Aldeia de assentamento desde c. 2 000 a.C., se tornou uma cidade etrusca no século VI a.C. |
| Bactro                                             | Báctria                 | Bactro, Afeganistão                               | c. 1 500 a.C.                                  | Bactro é um dos mais antigos assentamentos da região. |
| Lárnaca                                            | Alaxia                  | Chipre                                            | c. 1 400 a.C.                                  | Micenas, então colônia fenícia |
| Tebas                                              | Civilização Micênica    | Beócia, Grécia                                    | c. 1 400 a.C.                                  | Fundação micênica |
| Atenas                                             | Civilização Micênica    | Ática, Grécia                                     | 1 400 a.C.                                     | Fundação micênica, com vestígios de habitação sobre a Acrópole. |
| Lisboa                                             | Idade do Ferro Ibérica  | Lisboa, Portugal                                  | c. 1 200 a.C.                                  | Povoado desde o neolítico, Allis Ubbo, provavelmente um nome fenício, chamando-se depois Olisipo em grego. |
| Cádis                                              | Idade do Ferro Ibérica  | Andaluzia, Espanha                                | 1 100 a.C.                                     | |
| Varanasi                                           | Idade do Ferro da Índia | Utar Pradexe, Índia                               | c. 1 200 a.C.-1 000 a.C.                       | Fundada na Idade do Ferro (Cultura da Cerâmica Cinza). |

## América
| Nome                                          | País                 | Fundação        | Notas |
| --------------------------------------------- | -------------------- | --------------- | --- |
| Ticul                                         | México               | século VII a.C. | Mais antiga cidade continuamente habitada na América.                                                         |
| Cholula                                       | México               | século II a.C.  | Cidade famosa por ter a pirâmide de Cholula, a maior do mundo em volume                                       |
| Tula                                          | México               | século IX       | É considerada como tendo sido a capital dos Toltecas, cerca do ano 980                                        |
| Pueblo de Acoma e Pueblo de Taos, Novo México | Estados Unidos       | c. 1075         | Entre os mais antigos assentamentos continuamente habitados dos Estados Unidos (embora não seja "cidade")     |
| Oraibi, no Arizona                            | Estados Unidos       | (cerca de) 1100 | Entre os mais antigos assentamentos continuamente habitados dos Estados Unidos (embora não seja uma "cidade") |
| Cusco                                         | Peru                 | século XIII     | |
| Santo Domingo                                 | República Dominicana | 1496            | Mais antigo assentamento europeu na América                                                                   |
| Nombre de Dios, em Colón                      | Panamá               | 1510            | |
| Baracoa                                       | Cuba                 | 1511            | Mais antigo assentamento europeu em Cuba                                                                      |
| Trinidad                                      | Cuba                 | 1514            | |
| Ilha de Itamaracá (PE)                        | Brasil               | 1516            | Mais antigo assentamento português ininterruptamente habitado no Novo Mundo (Feitoria de Itamaracá)           |
| Cananeia (SP)                                 | Brasil               | 1531            | |
| São Vicente (SP) Itanhaém (SP)                | Brasil               | 1532            | Primeira vila fundada pelos portugueses na América                                                            |
| Igarassu (PE) Olinda (PE) Vila Velha (ES)     | Brasil               | 1535            | |
| Recife (PE)                                   | Brasil               | 1537            | |
| São Mateus (ES)                               | Brasil               | 1544            | Segunda cidade mais antiga do Espírito Santo                                                                  |
| Santos (SP)                                   | Brasil               | 1546            | |
| Salvador (BA)                                 | Brasil               | 1549            | |
| Vitória (ES)                                  | Brasil               | 1551            | |
| São Paulo (SP)                                | Brasil               | 1554            | |
| Mogi das Cruzes (SP)                          | Brasil               | 1560            | Ponto de descanso na rota São Paulo-Rio de Janeiro                                                            |
| Rio de Janeiro (RJ)                           | Brasil               | 1565            | |